# Richard Kiel
Richard Dawson Kiel (13. september 1939 – 10. september 2014) var en amerikansk skuespiller, bedst kendt fra James Bond-filmene The Spy Who Loved Me og Moonraker, i rollen som Jaws.

## Biografi
Kiel blev berømt verden over, i rollen som den tårnhøje (218 cm) og farlige Jaws, der altid gjorde opgaverne mere besværlige for Bond med sine ståltænder. Han optrådte i The Spy Who Loved Me og Moonraker i denne rolle, og igen i 2005 i PlayStation 2-spillet Everything or Nothing. Udover rollen som Jaws, spillede Richard Kiel for det meste andre store og faretruende figurer. I 1996 spillede han også sammen med Adam Sandler i Happy Gilmore som Mr. Larson.

## Filmografi
| År   | Titel                                   | Rolle                            | Noter           |
| ---- | --------------------------------------- | -------------------------------- | --------------- |
| 1961 | The Phantom Planet                      | Solariten                        |                 |
| 1962 | The Magic Sword                         | Pinhead                          | ikke krediteret |
| 1962 | Eegah                                   | Eegah                            |                 |
| 1963 | 30 Minutes at Gunsight                  | ikke krediteret                  |                 |
| 1963 | House of the Damned                     | Kæmpen                           |                 |
| 1963 | The Nutty Professor                     | Bodybuilder 1                    | ikke krediteret |
| 1964 | Roustabout                              | Stærk mand                       | ikke krediteret |
| 1964 | The Nasty Rabbit                        | ranch foreman                    | ikke krediteret |
| 1965 | Two on a Guillotine                     | Høj mand ved begravelse          |                 |
| 1965 | The Human Duplicators                   | Dr. Kolos                        |                 |
| 1965 | Brainstorm                              | Patient på psykiatrisk hospital  | ikke krediteret |
| 1965 | Lassie's Great Adventure                | Chinook Pete                     |                 |
| 1966 | The Las Vegas Hillbillys                | Moose                            |                 |
| 1967 | A Man Called Dagger                     | Otto                             |                 |
| 1968 | Now You See It, Now You Don't           | Nori                             |                 |
| 1968 | Skidoo                                  | Beany                            |                 |
| 1970 | On a Clear Day You Can See Forever      | Smed                             | ikke krediteret |
| 1972 | Deadhead Miles                          | ukendt rolle                     |                 |
| 1974 | The Longest Yard                        | Samson                           |                 |
| 1975 | Barbary Coast                           | Moose Moran                      |                 |
| 1976 | Flash and the Firecat                   | Tracker                          |                 |
| 1976 | Gus                                     | Stor mand                        |                 |
| 1976 | Silver Streak                           | Reace                            |                 |
| 1977 | The Spy Who Loved Me                    | Jaws                             |                 |
| 1977 | The Incredible Hulk (TV serie fra 1978) | The Hulk                         | en scene        |
| 1978 | Force 10 from Navarone                  | Capt. Drazak                     |                 |
| 1978 | They Went That-A-Way & That-A-Way       | Duke                             |                 |
| 1979 | The Humanoid                            | Golob                            |                 |
| 1979 | Moonraker                               | Jaws                             |                 |
| 1981 | So Fine                                 | Eddie                            |                 |
| 1983 | Hysterical                              | Kaptajn Howdy                    |                 |
| 1983 | Phoenix                                 | Steel Hand                       |                 |
| 1984 | Aces Go Places 3                        | Jaws                             |                 |
| 1984 | Ud at køre med de skøre 2               | Arnold, Mitsubishi kører         |                 |
| 1984 | Mad Mission 3: Our Man from Bond Street | Big G                            |                 |
| 1985 | Qing bao long hu men                    | Laszlo                           |                 |
| 1985 | Pale Rider                              | Club                             |                 |
| 1989 | The Princess and the Dwarf              | ukendt rolle                     |                 |
| 1990 | Think Big                               | Irving                           |                 |
| 1991 | The Giant of Thunder Mountain           | Eli Weaver                       |                 |
| 1996 | Happy Gilmore                           | Mr. Larson                       |                 |
| 1999 | Inspector Gadget                        | Jaws, berømt fyr med metaltænder |                 |
| 2009 | The Awakened                            | Jasper                           |                 |
| 2010 | The Corpse of Albert Cradette           | Albert Cradette                  |                 |
| 2010 | To på flugt - Et hårrejsende eventyr    | Vladamir                         | Stemmer         |

## TV
| Year        | Title                               | Role                           | Notes |
| ----------- | ----------------------------------- | ------------------------------ | --- |
| 1960        | Laramie                             | ukendt role                    | episoden Street of Hate |
| 1960        | Klondike                            | Duff Brannigan                 | episoden Bare Knuckles |
| 1961        | The Phantom                         | Big Mike                       | |
| 1961        | Thriller                            | Master Styx                    | episoden Well of Doom |
| 1961        | The Rifleman                        | Carl Hazlitt                   | episoden The Decision |
| 1962        | The Twilight Zone                   | Kanamit                        | episoden To Serve Man |
| 1964        | The Man from U.N.C.L.E.             | håndlanger for Mr. Vulcan      | episoden The Vulcan Affair, ikke krediteret                                                                                          |
| 1965        | The Man from U.N.C.L.E.             | Merry                          | episoden The Hong Kong Shilling Affair                                                                                               |
| 1965        | I Dream of Jeannie                  | Ali                            | episoden My Hero |
| 1966        | Honey West                          | Groalgo                        | episoden King of the Mountain |
| 1966        | My Mother the Car                   | Cracks                         | episoden A Riddler on the Roof |
| 1966        | The Wild Wild West                  | Voltaire                       | episoderne The Night the Wizard Shook the Earth, 1965; The Night That Terror Stalked the Town, 1965; The Night of the Whirring Death |
| 1966        | Gilligan's Island                   | ghost                          | episoden Ghost-a-Go-Go |
| 1967        | The Monkees                         | Monster                        | episoden I Was a Teenage Monster |
| 1967        | The Monroes                         | Casmir                         | episoden Ghosts of Paradox |
| 1968        | I Spy                               | Tiny                           | episoden A Few Miles West of Nowhere                                                                                                 |
| 1968        | The Wild Wild West                  | Dimas                          | episoden The Night of the Simian Terror                                                                                              |
| 1968        | It Takes a Thief                    | Willie Trion                   | episoden The Galloping Skin Game |
| 1969        | Daniel Boone                        | Le Mouche                      | episoden Benvenuto...Who? |
| 1970        | Disneyland                          | Luke Brown                     | episoden The Boy Who Stole the Elephant: Part 1 & 2                                                                                  |
| 1974        | Kolchak: The Night Stalker          | The Diablero                   | episoden Bad Medicine |
| 1974        | Emergency!                          | Carlo                          | episoden I'll Fix It |
| 1974        | Kolchak: The Night Stalker          | Peremalfait, the swamp monster | episoden The Spanish Moss Murders |
| 1975        | Switch                              | ukendt role                    | episoden Death Heist |
| 1976        | Starsky & Hutch                     | Iggy                           | episoden Omaha Tiger |
| 1975 – 1976 | Barbary Coast                       | Moose Moran                    | ukendt episode, 1975–1976 |
| 1977        | Land of the Lost                    | Malak                          | Third Season – "Survival Kit", "Flying Dutchman"                                                                                     |
| 1977        | The Hardy Boys/Nancy Drew Mysteries | Manager – 'Haunted House'      | episoden The Mystery of the Haunted House                                                                                            |
| 1977        | Young Dan'l Boone                   | ukendt role                    | episoden The Game |
| 1981        | The Fall Guy                        | Animal                         | episoden That's Right, We're Bad |
| 1983        | The Greatest American Hero          | mutant                         | episoden Heaven Is In Your Genes |
| 1983        | Simon & Simon                       | Mark Horton                    | episoden The Skeleton Who Came Out of the Closet                                                                                     |
| 1988        | Out of This World                   | Norman                         | episoden Go West, Young Mayor |
| 1989        | Superboy                            | Vlkabok                        | episoden Mr. and Mrs. Superboy |
| 2000        | Bloodhounds Inc.                    | Mortimer                       | episoden #5: Fangs for the Memories                                                                                                  |

## Spil
| Year | Title                 | Role | Notes        |
| ---- | --------------------- | ---- | ------------ |
| 2004 | Everything or Nothing | Jaws | Stemmer      |
| 2012 | 007 Legends           | Jaws | Kun udseende |

## Eksterne Henvisninger
- Wikimedia Commons har flere filer relateret til Richard Kiel

- Richard Kiel på Internet Movie Database (engelsk)
- Richard Kiel på Filmdatabasen
- Richard Kiel på Scope
- Richard Kiel på Svensk Filmdatabas (svensk)
- Richard Kiel på AlloCiné (fransk)
- Richard Kiel på AllMovie (engelsk)
- Richard Kiel på Turner Classic Movies (engelsk)
- Richard Kiel på The Movie Database (engelsk)
- Richard Kiel på Behind The Voice Actors (engelsk)